# Гульян, Альберт Гарегинович
Альберт Гарегинович Гульян (арм. Ալբերտ Գարեգինի Գուլյան; 2 мая 1938 — 12 марта 2025) — советский и армянский физик, доктор физико-математических наук (1990), профессор (1992), действительный член Академии наук Армении (2014; член-корреспондент с 2000). Лауреат Государственной премии Армянской ССР (1988).

## Биография
Родился 2 мая 1938 года в селе Карачинар Азербайджанской ССР.
С 1955 по 1960 год окончил физико-математический факультет Ереванского государственного университета, с 1961 по 1964 год обучался в аспирантуре этого университета.
С 1964 года на научно-исследовательской работе в Институте радиофизики и электроники АН Армянской ССР — НАН Армении в качестве младшего и старшего научного сотрудника, с 1975 года являлся заведующим отделом радиофизики этого института.
С 1975 года одновременно с научной занимался и педагогической работой в Ереванском государственном политехническом институте в качестве преподавателя, доцента и профессора кафедры радиоустройств.

### Научно-педагогическая деятельность и вклад в науку
Основная научно-педагогическая деятельность А. Г. Гульяна была связана с вопросами в области физики и радиофизики, занимался исследованиями в области создания радиоастрономическими методами характеристик для антенн, создания системы радиофизики в системе оборонной и гражданской промышленности, занимался созданием в зоне сверхвысотных частот системы приёма высокочувствительных звуковых сигналов.
В 1964 году защитил кандидатскую диссертацию, в 1990 году защитил докторскую диссертацию на соискание учёной степени доктор физико-математических наук по теме: «Разработка радиоастрономических методов и радиометрической аппаратуры для исследования характеристик антенн дальней космической связи». В 1992 году ему присвоено учёное звание профессор. В 2000 году он был избран член-корреспондентом, а в 2014 году — действительным членом Академии наук Армении. А. Г. Гульяном было написано более ста научных работ в том числе монографий, он являлся автором более семи свидетельств на изобретения.

## Награды
- Государственная премия Армянской ССР (1988)
- Медаль Анании Ширакаци (16 сентября 2010) — по случаю 19-летия провозглашения независимости Республики Армения, за значительный вклад и многолетние заслуги в области науки и образования[4]
- Медаль Гарегин Нжде[2]